# Marie Claire
Marie-Claire ist eine französische Frauenzeitschrift für Mode. Sie wird in Frankreich und als englische Ausgabe in den USA, Großbritannien und Australien herausgegeben. Außerdem erscheint Marie Claire in Brasilien, Japan, Malaysia, den Niederlanden, Russland, Südafrika, Südkorea, Taiwan, Türkei und Ungarn. Von 1990 bis 2003 erschien bei Gruner + Jahr eine deutsche Ausgabe.

## Geschichte
Die erste Ausgabe dieser zunächst an Frauen der Oberschicht gerichteten Zeitschrift wurde von Jean Prouvost (1885–1978) und Marcelle Auclair (1899–1983) im Jahr 1937 herausgegeben und erschien später wöchentlich. 1942 wurde die Publikation auf Betreiben der deutschen Besatzer eingestellt. Hélène Gordon-Lazareff, eine der Journalistinnen, gründete 1945 das Konkurrenzblatt Elle.
Erst ab 1954 erschien die Zeitschrift wieder, nun monatlich. 1976 wurde das Unternehmen von Prouvosts Tochter Evelyne Prouvost übernommen. 1994 erschien die erste englische Ausgabe in den USA.
Heute gehört die Zeitschrift zur Hearst Corporation, mit Sitz in New York. Schwerpunktthemen sind Mode, Schönheit und Gesundheit. Die Zielgruppe sind Frauen weltweit.